# Augustin-François Allélit
Augustin-François Allélit, né le 25 mai 1825 à Orléans et mort, dans la même ville, le 7 juillet 1865, est un sculpteur français de sujets religieux et ornemaniste pour pendules,.

## Biographie
Augustin-François Allélit, naît le 25 mai 1825 à Orléans du mariage de Jean François Allelit, tailleur de pierre, et de Thérèse Elisabeth Moriat.
En 1847, il se marie à Hélène Bertaux, sculptrice, qui donne naissance à un fils, Charles Allélit. Mais le couple se sépare rapidement. Augustin-François fut par la suite professeur de modelage à l'école de dessin d'Orléans de 1855 à sa mort le 7 juillet 1865 à Orléans,.